# Lista de edições da Supersaga do Fim do Mundo
O guia a seguir refere-se ao conjunto de edições intitulada: "Supersaga do Fim do Mundo", da série Turma da Mônica Jovem, roteirizada por Emerson Abreu.
| #            | Nº           | Edição                                                  | Série                             | Data de lançamento | Roteirista    | Preview | Notas        |
| Temporada 01 | Temporada 01 | Temporada 01                                            | Temporada 01                      | Temporada 01       | Temporada 01  | Temporada 01 | Temporada 01 |
| ------------ | ------------ | ------------------------------------------------------- | --------------------------------- | ------------------ | ------------- | --- | ------------ |
| 1            | 51           | Sombras do Passado (Parte 1 de 2)                       | Turma da Mônica Jovem (Série I)   | Outubro de 2012    | Emerson Abreu | Aqui começa uma emocionante aventura sobre medos do passado! Quem será que vai voltar para assombrar a galera? |              |
| 2            | 52           | Sombras do Passado (Parte 2 de 2)                       | Turma da Mônica Jovem (Série I)   | Novembro de 2012   | Emerson Abreu | Inimigas do passado voltam para assombrar a Mônica! Veja a conclusão imperdível dessa história cheia de mistérios e suspense! | [ 1 ]        |
| 3            | 63           | Dia das Bruxas                                          | Turma da Mônica Jovem (Série I)   | Outubro de 2013    | Emerson Abreu | Denise decide organizar uma festa pro Dia das Bruxas, mas uma perigosa vingança sobrenatural ameaça a vida da Magali e da Sofia. Enquanto isso, Mônica e Cebola ficam presos numa assustadora casa mal-assombrada. | [ 2 ]        |
| 4            | 74           | Umbra (Parte 1 de 3)                                    | Turma da Mônica Jovem (Série I)   | Setembro de 2014   | Emerson Abreu | Uma simples viagem ao interior para a Festa da Jumenta Voadora se transforma numa aventura arrepiante! A galera do Limoeiro vai precisar superar seus medos, enfrentar fantasmas e desvendar um grande mistério... | [ 3 ]        |
| 5            | 75           | Umbra: Mistério Revelado? (Parte 2 de 3)                | Turma da Mônica Jovem (Série I)   | Outubro de 2014    | Emerson Abreu | O que é a Chave de Ossos? Com quem o Cebola estava conversando na floresta? Quem será capaz de derrotar os Filhos de UMBRA? Venha conosco desvendar esses e muitos outros mistérios... e descobrir como é a vida após a morte... | [ 4 ]        |
| 6            | 76           | Umbra: A Última Batalha (Parte 3 de 3)                  | Turma da Mônica Jovem (Série I)   | Novembro de 2014   | Emerson Abreu | O ritual está prestes a acontecer e um novo inimigo surgirá para espalhar o terror, caos e morte pelo mundo... Não perca a batalha mais épica de toda a história da Turma da Mônica Jovem! | [ 5 ]        |
| 7            | 78           | Férias na Praia (Parte 1 de 2)                          | Turma da Mônica Jovem (Série I)   | Janeiro de 2015    | Emerson Abreu | As meninas vão passar as férias na casa de praia do Xaveco e acabam reencontrando o Xavecão. Como Denise vai lidar com dois Xavecos ao mesmo tempo? Pra piorar, um antigo inimigo da turma volta a dar as caras... E começa aqui a procura pela Denise do futuro! Não perca! | [ 6 ]        |
| 8            | 79           | Sombras do Futuro (Parte 2 de 2)                        | Turma da Mônica Jovem (Série I)   | Fevereiro de 2015  | Emerson Abreu | Chega de segredos! Finalmente todos os mistérios serão desvendados! Venha com a turma acompanhar a batalha final para salvar o futuro da destruição, descubra como e por que o Xavecão voltou no tempo e toda a verdade assustadora por trás dos poderes da Magali! Uma aventura imperdível! | [ 7 ]        |
| 9            | 83           | Herdeiros da Terra (Crossover: Parte 1 de 2)            | Turma da Mônica Jovem (Série I)   | Junho de 2015      | Emerson Abreu | Chico Bento convida a Turma pra passar as férias na roça, mas o que era pra ser apenas uma viagem tranquila, transforma-se numa incrível jornada em busca da misteriosa Cidade Perdida dos Incas. Em meio a uma fantástica aventura repleta de ação e suspense, nossos heróis acabam despertando um segredo aterrador, oculto há milhões de anos, e descobrem quem são os verdadeiros herdeiros da Terra. | [ 8 ]        |
| 10           | 84           | Herdeiros da Terra: Conclusão (Crossover: Parte 2 de 2) | Turma da Mônica Jovem (Série I)   | Julho de 2015      | Emerson Abreu | Depois de ajudar o Franja a encontrar a Cidade Perdida dos Incas, Chico Bento e a Turma da Mônica terão que enfrentar misteriosas criaturas ancestrais para salvar a alma da Rosinha e impedir a destruição de toda a humanidade! Não percam a aterrorizante conclusão de Herdeiros da Terra! | [ 9 ]        |
| Temporada 02 |              |                                                         |                                   |                    |               | |              |
| 1            | 90           | A Torre Inversa (Parte 1 de 3)                          | Turma da Mônica Jovem (Série I)   | Janeiro de 2016    | Emerson Abreu | Penha, a maior inimiga da Mônica, acorda do coma e a Turma toda se reúne para visitá-la. Mas uma misteriosa ameaça surge prometendo espalhar o terror pelo mundo. Será que Penha e a Turma vão conseguir superar suas diferenças e unir forças para saírem vivos dessa? | [ 10 ]       |
| 2            | 91           | A Torre Inversa (Parte 2 de 3)                          | Turma da Mônica Jovem (Série I)   | Fevereiro de 2016  | Emerson Abreu | Começa agora a maior provação da vida do Cascão. Segredos sombrios enterrados há décadas são revelados e a Turma descobre todo o passado macabro do Senhor Samir... E, no meio de toda essa confusão, um inesperado romance começa a surgir... | [ 11 ]       |
| 3            | 92           | A Torre Inversa (Parte 3 de 3)                          | Turma da Mônica Jovem (Série I)   | Março de 2016      | Emerson Abreu | Na sequência dos acontecimentos da edição passada, Cascão desperta os poderes de bruxa da lua da Magali causando um estrago total, enquanto a turma percorre as entranhas das galerias subterrâneas do Bairro das Pitangueiras. Com terríveis inimigos se encontram no caminho deserto, todos da Turma ficam extremamente chocados ao descobrirem quem estar realmente por trás de tudo isso.             | [ 12 ]       |
| 4            | 99           | O Parque Assombrado                                     | Turma da Mônica Jovem (Série I)   | Outubro de 2016    | Emerson Abreu | Seguindo uma pista do paradeiro da Denise do Futuro, Xavecão leva a turma para A Terra Encantada do Ursinho Bilu, um parque de diversões abandonado que esconde um passado trágico e misterioso. Agora eles são obrigados a sobreviver quatro noites nesse local assustador, enfrentando perigosos bonecos animatronics assombrados.                                                                      | [ 13 ]       |
| 5            | TBA          | TBA                                                     | Turma da Mônica Jovem (Série III) | TBA                | Emerson Abreu | TBA |              |
| 6            | TBA          | TBA                                                     | Turma da Mônica Jovem (Série III) | TBA                | Emerson Abreu | TBA |              |
| 7            | TBA          | TBA                                                     | Turma da Mônica Jovem (Série III) | TBA                | Emerson Abreu | TBA |              |
| 8            | TBA          | TBA                                                     | Turma da Mônica Jovem (Série III) | TBA                | Emerson Abreu | TBA |              |
| 9            | TBA          | TBA                                                     | Turma da Mônica Jovem (Série III) | TBA                | Emerson Abreu | TBA |              |
| 10           | TBA          | TBA                                                     | Turma da Mônica Jovem (Série III) | TBA                | Emerson Abreu | TBA |              |